# Tears in Heaven
Tears in Heaven è una ballata di Eric Clapton, scritta con Will Jennings nel 1992 e dedicata al figlio Conor, avuto dalla showgirl italiana Lory Del Santo e morto nel 1991, a soli 4 anni, cadendo dal 53º piano di un palazzo a New York.

## Descrizione
La canzone è stata dapprima incisa nella colonna sonora del film Effetto allucinante del 1991, e poi nell'album Unplugged (vincitore del Grammy come Album dell'anno) l'anno successivo. È tra le canzoni di maggior successo interpretate da Clapton e conquistò nel 1993, tre Grammy Awards: Registrazione dell'anno, Canzone dell'anno e Miglior interpretazione vocale maschile. Inoltre, Tears in Heaven, si trova al 362º posto della lista dei 500 migliori brani musicali secondo Rolling Stone.
Anni dopo, la canzone è stata dedicata anche alle vittime dello tsunami del 2004, cantata da diverse celebrità come Ozzy e Kelly Osbourne, Phil Collins, Elton John, Mary J. Blige, Rod Stewart, Gwen Stefani, Scott Weiland, Robbie Williams, Josh Groban, Ringo Starr, Steven Tyler, Andrea Bocelli, Katie Melua, Slash alla chitarra e Duff McKagan al basso elettrico.
Nel 2007 il cantante dei Toto Joseph Williams ne ha registrato una cover per l'album Tears.